# Retoryka dla Herenniusza

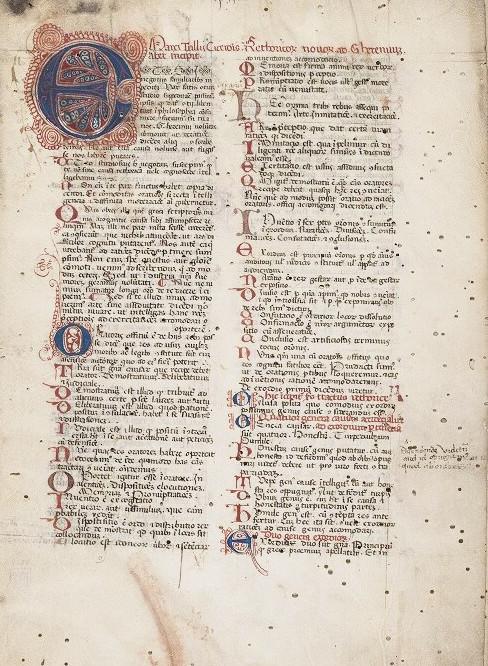
Początek Rhetorica ad Herennium. Na marginesie glossy średniowiecznych czytelników. Rękopis spisany w latach 1350-1400. Biblioteka Uniwersytetu Yale, sygnatura Beinecke MS 681

Retoryka dla Herenniusza, inaczej Retoryka do Herenniusza (łac. Rhetorica ad Herennium), pełny tytuł De ratione dicendi ad C. Herennium libri IV –  podręcznik retoryki anonimowego autora, napisany po łacinie najprawdopodobniej w latach 86-82 przed Chrystusem. Najstarsze zachowane rzymskie dzieło poświęcone retoryce.
Rhetorica ad Herennium cieszyła się dużym poważaniem w starożytności, w średniowieczu została jednym z podstawowych podręczników do nauki retoryki w ramach sztuk wyzwolonych. Wykorzystywana była powszechnie w europejskim szkolnictwie do XVIII wieku, stosowana jest nadal podczas nauczania retoryki. Ze względu na kompletny i przejrzysty wykład antycznej teorii jest często używana jako elementarny, wprowadzający podręcznik retoryki albo jako podstawa dla różnego rodzaju szkolnych adaptacji. Była pierwszą próbą tłumaczenia greckich terminów retorycznych na łacinę i przedstawienia przykładów zastosowania retoryki w rzymskim życiu politycznym. Ustaliła podstawy łacińskiej terminologii retorycznej, którą później przejęły języki wernakularne, w tym język polski.
W tekście Retoryki znalazło się wiele definicji, stwierdzeń, sentencji i przykładów, które mocno zakorzeniły się w kulturze europejskiej – takich jak Omnium malorum stultitia est mater („Głupota jest matką wszelkiego zła”) czy Historia est res gesta, sed ab aetatis nostrae memoria remota („Historia to opowiadanie o prawdziwych wydarzeniach, choć z odległych od nas czasów”). Autorytet dzieła umacniało przez wieki przekonanie, że jego autorem był Cyceron.

## Autor
Za autora Retoryki dla Herenniusza uchodził przez wieki Cyceron. Najstarsze zachowane świadectwo takiego poglądu pochodzi z dzieł św. Hieronima. Opinia taka panowała powszechnie w średniowieczu. Opierała się ona na przekonaniu, że Cyceron postanowił uzupełnić tym dziełem nieukończone De inventione. Jednakże o autorstwie Cycerona nie wspominała większość autorów starożytnych, na przykład Kwintylian. Również sam Cyceron, który w pracach pisanych pod koniec życia przytaczał swoje młodzieńcze dzieła, nigdy nie przyznawał się do autorstwa Rethorica ad Herennium. Pierwszy wątpliwości, co do cycerońskiego autorstwa wyraził w połowie XV wieku Lorenzo Valla. W 1491 roku Raphael Regius, w rozprawie Utrum ars rhetorica ad Herennium Ciceroni falso adscribatur, przekonująco wywiódł, że Cyceron nie mógł być autorem dzieła. Pogląd ten przyjął się powszechnie, chociaż jeszcze w XX wieku tradycyjnie wydawano Retorykę pod imieniem Cycerona.
Większość współczesnych badaczy uważa, że nazwisko autora Retoryki nie jest znane. Z tekstu wynika, że był człowiekiem bardzo zajętym. Wolny czas poświęcał przede wszystkim filozofii. Tylko na prośbę bliskiej mu osoby podjął się ułożenia podręcznika retoryki. Zastrzegł jednak, że pisze „nie dla zysku lub sławy”, lecz dlatego, żeby spełnić życzenie przyjaciela. Niewątpliwie był Rzymianinem, bo wyrażał się z przekąsem o Grekach, których posądza między innymi o chełpliwość. Był człowiekiem nastawionym na praktykę – stał na stanowisku, że użyteczność ważniejsza była od skomplikowanej teorii. Tym praktycznym nastawieniem tłumaczy się również jego zdecydowanie negatywne stanowisko wobec wielu skomplikowanych, greckich rozważań retorycznych. Spory, które podejmuje przeciwko tym, którzy wyrażają odmienny pogląd, ukazują nam człowieka, który miał własne zdanie w wielu sprawach i obdarzony był talentem polemicznym.
Mimo awersji do teoretyzowania autor nie był bynajmniej niewykształcony. Jego zainteresowania były wszechstronne. Nie tylko znał dobrze grecką teorię retoryki, którą pragnął jedynie uprościć, ale interesował się również filozofią, a znajomość jej zagadnień przewijała się przez karty Retoryki. Jak twierdził, zamierzał jeszcze napisać dzieła poświęcone gramatyce, wojskowości i administracji. Poglądy polityczne autora przejawiają się w doborze przykładów historycznych, jakimi ilustruje retoryczne wywody. Wyraźne są u autora przekonania republikańskie i sympatia dla obozu popularów. Retoryka zawierała na przykład dramatyczny opis śmierci Tyberiusza Grakcha. Morderca przedstawiony został jako zbrodniarz ziejący okrucieństwem z głębi serca (...) zbroczony budzącą litość krwią najdzielniejszego męża.

## Odbiorca
Podręcznik został dedykowany przyjacielowi i krewnemu autora, bliżej nieznanemu Gajuszowi Herenniuszowi, któremu zależało na zapoznaniu się z retoryką. Herenniusz nie mógł doczekać się kolejnych fragmentów. We wstępie do księgi trzeciej autor przyrzeka przyjacielowi, że czwartą szybko ukończy i prześle mu. Wynika z tej wzmianki, że poszczególne księgi były przekazywane odbiorcy w miarę powstawania. Będziesz mógł zapoznać się z pierwszymi elementami wspólnie ze mną, jeśli zechcesz, albo także i beze mnie, na podstawie lektury, aby nic ci nie stanęło na przeszkodzie i żebyś mógł wraz ze mną posuwać się naprzód i uzyskać pożyteczne rezultaty.

## Czas powstania
Najprawdopodobniej podręcznik powstał w latach 86-82 przed Chrystusem. Wskazuje na to przede wszystkim dobór przykładów, które były aktualne w tym właśnie czasie, a mniej aktualne później, jak i fakt, że przykłady te nie sięgają poza lata osiemdziesiąte I wieku. Retoryka nie mogła zostać napisana wcześniej niż w roku 86, gdyż w księdze czwartej autor wspomniał o siódmym konsulacie Mariusza, który rozpoczął się 1 stycznia tego roku. Większość badaczy uważa, że autor nie pracował już po roku 82, ponieważ nie ma w dziele aluzji do terroru i proskrypcji z czasów rządów Sulli z roku 81.

## Źródła
Podbój krajów hellenistycznych sprawił, że do Rzymu zaczęły przenikać idee greckiej retoryki. W II i I wieku przed Chrystusem wymowa w republikańskim Rzymie zaczęła odgrywać znaczącą rolę polityczną. Retoryka stała się potężnym narzędziem politycznym i skutecznym środkiem do zdobywania najwyższych stanowisk w państwie. Już w „Naukach dla syna” (Praecepta ad filium) Katona Starszego pojawiła się definicja, zgodnie z którą orator est vir bonus dicendi peritus („mówca to człowiek prawy, biegły w wymowie”). Autor Retoryki dla Hereniusza trafnie utrafił w potrzeby swoich czasów. Nie wiadomo, jakich miał łacińskich poprzedników. Przed nim działali tak zwani Rhetores Romani, którzy starali się ograniczyć wpływ greckiej ῥητορική τέχνη („sztuki retorycznej”) na rzecz rodzimej tradycji i praktyki. Autor opierał się przede wszystkim na greckim podręczniku Hermagorasa z Temnos (z przełomu II i I wieku przed Chrystusem), ale zlatynizował terminologię i egzemplifikację oraz przystosował do historii i realiów rzymskich.

## Zawartość

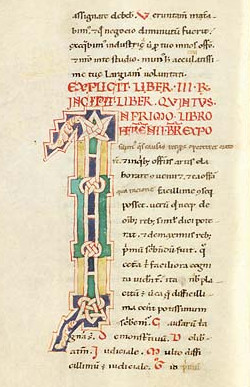
Koniec księgi trzeciej i początek czwartej Rhetorica ad Herennium. Rękopis spisany w Italii w latach 1100-1150. Det Kongelige Bibliotek, Kopenhaga. Sygnatura GKS 1998, 89 verso.

Celem, który przyświecał autorowi, było napisanie podręcznika „krótkiego i jasnego”. Jego zdaniem prace greckie zawierały wiele zbytecznej teorii kosztem zagadnień praktycznych.  Opuściliśmy to wszystko, co zebrali greccy autorzy, by zadość uczynić swej chełpliwości; ażeby się bowiem nie wydawało, że mało umieją, i żeby ich teoria wydawała się trudniejsza, nagromadzili wiele rzeczy niemających związku z tematem.  Podręcznik podzielony został na cztery księgi. Każda rozpoczynała się wstępem a kończyła konkluzją, która była krótkim podsumowaniem zakończonej i zapowiedzią treści następnej księgi. Dzięki temu układ całej pracy był przejrzysty dla czytelnika.
Rhetorica ad Herennium zbudowana została według dwóch schematów – perypatetyckiego (opartego na regule pięciu zadań retoryki) i przedperypatetyckiego (opartego na teorii części przemówienia). Obydwa schematy zostały połączone, aby wszechstronniej przedstawić teorię retoryczną.

### Księga pierwsza
Na początku księgi pierwszej autor wyjaśnił, w jaki sposób powinno się przemawiać publicznie, aby zdobyć – tak dalece, jak to możliwe – poparcie słuchaczy. W tym celu należało przede wszystkim wykształcić umiejętność używania, stosownie do okoliczności, każdego z trzech rodzajów retorycznych: mowy pokazowej, doradczej i sądowej. Rodzaj pokazowy służył do osądzania (chwalenia lub ganienia) ludzi, w rodzaju doradczym uzasadniało się własne poglądy na daną sprawę, zaś w rodzaju sądowym oskarżało lub broniło określonej osoby.
Po wybraniu odpowiedniego rodzaju mowy, mówca powinien przygotować wystąpienie w pięciu następujących po sobie etapach – inwencji, dyspozycji, stylu (elokucji), zapamiętywaniu (memorii) i wygłaszaniu (akcji). Inwencja było to wynajdywanie treści prawdziwych lub prawdopodobnych, dzięki którym można przekonać słuchaczy. Dyspozycja to racjonalny porządek i rozkład treści, który wskazuje, co i w jakim miejscu powinno być umieszczone. Elokucja to zastosowanie właściwych wyrazów i zdań do wymyślonej treści. Memoria to utrwalenie w pamięci wcześniej przygotowanych treści, układu i wyrazów. Wygłaszanie natomiast to wytworne operowanie głosem, mimiką i gestem.
Wszystkie te umiejętności można było osiągnąć trzema sposobami: przy pomocy teorii, naśladownictwa i ćwiczenia. Przez teorię rozumiał autor zespół reguł, które wskazywały na określoną metodę i system przemawiania. Naśladownictwo miało powodować, że zgodnie z konsekwentnie stosowaną metodą możliwe było osiągnięcia podobieństwa do pewnych modeli wymowy. Ćwiczenie zaś polegało na ustawicznej praktyce i wdrażaniu się do przemawiania.
Po tych ogólnych wyjaśnieniach, w końcówce księgi pierwszej autor rozpoczyna szczegółowo omawiać inwencję, czyli wynajdywanie argumentów. W przeciwieństwie do dzieł greckich, które części przemówienia analizowały podczas przedstawiania dyspozycji, Retoryka dla Herenniusza łączy partes orationis właśnie z inwencją. Inwencję stosuje się w sześciu częściach przemówienia: we wstępie, w przedstawieniu faktów, w konspekcie, w dowodzeniu, w odpieraniu zarzutów i w konkluzji. Dzięki wstępowi umysł słuchacza winien zostać przygotowany do słuchania. Przedstawienie składało się z opowiadania o związanych ze sprawą faktach, które zaszły lub mogły zajść. Konspekt służył do wyliczenia punktów sprawy, które należało poruszyć w mowie – tych, co do których istnieje zgodność, a także tych, które budzą sprzeciw. W dowodzeniu przedstawiało się własne argumenty. Odpieranie zarzutów polegało na obaleniu argumentacji przeciwników. Konkluzja stanowiła artystyczne zamknięcie przemówienia.

### Księgi druga, trzecia i czwarta
Księgę drugą poświęcił autor zastosowaniu inwencji do rodzaju sądowego. W księdze trzeciej omówił inwencję w mowie pokazowej i doradczej, aby następnie przejść do przedstawienia dyspozycji, zapamiętywania i wygłaszania.
Księga czwarta poświęcona została elokucji, czyli stylowi. Autor przywiązywał do tego działu retoryki największą wagę. Jako pierwszy zastosował do łaciny arystotelesowski podział stylów prozy na trzy typy. Istnieją trzy rodzaje stylu, które nazywamy typami; wszelka poprawna wymowa ogranicza się do tych trzech typów. Pierwszy z nich nazywa się wzniosły, drugi – średni, trzeci – prosty. Styl wzniosły polega na wytwornym i ozdobnym układzie poważnych wyrazów. Styl średni polega na użyciu wyrazów o mniejszej godności, ale nie najniższej i najzwyklejszej klasy. Styl prosty zniża się aż do użycia najzwyklejszej mowy potocznej.
Po omówieniu i przedstawieniu przykładów poszczególnych stylów, autor wyjaśnił, że odpowiedni styl powinien odznaczać się trzema właściwościami: wytwornością, kompozycją artystyczną oraz okazałością. Na wytworność składały się poprawność językowa (gramatyczna) i jasność (stosowanie odpowiednich wyrazów), które powodowały, że mowa była prosta i zrozumiała. Kompozycja artystyczna polegała na takim układzie wyrazów w zdaniu (składnia), który nadawał wszystkim częściom mowy jednakowo doskonały kształt. Okazałość stylu można zaś było uzyskać dzięki figurom retorycznym, którym autor poświęcił końcowe rozdziały dzieła. Ustrzegłszy się tych błędów w kompozycji, resztę naszego wysiłku musimy poświęcić sprawie okazałości. Upiększając poprzez różnorodność mowę, właśnie okazałość sprawia, że staje się ona ozdobna. Wyliczenie i objaśnienie figur retorycznych oparte zostało na Izokratesie, jednak autor znacznie poszerzył ich listę, sięgając na przykład do prac Gorgiasza. Część z figur retorycznych pojawia się po raz pierwszy w historii literatury na kartach Retoryki dla Herenniusza.

## Recepcja
Rozważania retoryczne, które można zinterpretować jako zaczerpnięte z Retoryki dla Herenniusza, pojawiają się u Kwintyliana i innych pisarzy rzymskich z I i II wieku po Chrystusie. W połowie IV wieku Retoryka była znana w Afryce. Najstarsze bezpośrednie cytaty, z powołaniem się na tytuł dzieła, pochodzą od św. Hieronima i zostały zapisane w pracach z lat 395-402. Po Hieronimie Retorykę cytują Rufin (druga połowa V wieku), Grillus (koniec V wieku), i Pryscjan (początek VI wieku).
W średniowieczu Rhetorica ad Herennium została jednym z dwóch podstawowych podręczników do nauki w trivium, w ramach sztuk wyzwolonych. Nazywano ją Rhetorica nova albo Rhetorica secunda, aby odróżnić od De Inventione Cycerona, które określano jako Rhetorica vetus lub Rhetorica prima. Cytowało ją wielu średniowiecznych autorów, na przykład Tomasz z Akwinu w Sumie Teologicznej. Zachowało się ponad sto średniowiecznych rękopisów dzieła. W XII wieku napisano pierwsze do niego komentarze. W XIII wieku pojawiły się tłumaczenia. Za najstarszy uchodzi przekład włoski z 1266 roku (Fiore di rettorica). Między XVI a XVIII wiekiem Rhetorica ad Herennium była nadal wykładana na uniwersytetach podczas studiów literackich, obok dzieł Cycerona i Kwintyliana. Na oksfordzkiej liście najważniejszych lektur dla studentów z 1570 roku zajmuje jedną z pierwszych pozycji. Nawet w XIX i XX wieku pozostawała na wielu uczelniach, na których wykłada się retorykę, podręcznikiem dla początkujących, używanym podczas podstawowego kursu.
Znanych jest 48 inkunabułów z tekstem Retoryki. Za najstarszą edycję uchodzi wydanie weneckie Mikołaja Jensona z 1470 roku. Do końca XVIII wieku dzieło wydawano niezliczoną ilość razy, co wiąże się z jego powszechnym używaniem w szkolnictwie. W XIX wieku pojawiły się pierwsze edycje krytyczne tekstu – Orelliego (1834), Baitera (1836), Kaysera (1854), Tauchnitza (1860), Friedricha (1884). W 1894 Friedrich Marx wydał tekst przygotowany na podstawie wszystkich dostępnych rękopisów. Dalsze, poprawione wydania tej edycji, w ocenie specjalistów najlepiej oddają tekst oryginału.

### Wydania
- Rhetorica ad Herennium. De ratione dicendi ad C. Herennium libri IV. Friedrich Marx (ed.). Lipsk: Tuebner, 1923, seria: Bibliotheca scriptorum Graecorum et Romanorum Teubneriana. (łac.). Podstawowe wydanie tekstu łacińskiego.
- Ad C. Herennium de ratione dicendi (Rhetorica ad Herennium). Harry Caplan (ed., tł.). London, Cambridge (Massachusetts): Harvard University Press, 1954. (łac. • ang.). Wydanie tekstu łacińskiego z tłumaczeniem angielskim.

### Tłumaczenia polskie
- Rhetorica ad Herennium. W: Rzymska krytyka i teoria literatury. Stanisław Stabryła (opr., tł.). Wrocław: Zakład Narodowy Imienia Ossolińskich, 1983, s. 130-145, seria: Biblioteka Narodowa Seria II. ISBN 83-04-01376-2. Tłumaczenie fragmentów.

### Literatura
- Ernst Robert Curtius: Literatura europejska i łacińskie średniowiecze. Kraków: Wydawnictwo Universitas, 1997. ISBN 83-7052-128-2. (pol.).
- George Alexander Kennedy: Classical Rhetotic & Its Christian & Secular Tradition from Ancient to Modern Times. Second edition, revised and enlarged. Chapel Hill, Londyn: The University of North Carolina Press, 1999. ISBN 0-8078-2467-4. (ang.).
- Mirosław Korolko: Sztuka retoryki. Przewodnik encyklopedyczny. Warszawa: Wiedza Powszechna, 1990. ISBN 83-214-0695-5. (pol.).
- Kazimierz Kumaniecki: Literatura rzymska. Okres Cyceroński. Warszawa: Państwowe Wydawnictwo Naukowe, 1977. (pol.).
- Jerzy Ziomek: Retoryka opisowa. Wrocław, Warszawa, Kraków: Zakład Narodowy im. Ossolińskich, 1990. ISBN 83-04-03544-8. (pol.).